# Mile Budak
Mile Budak (Sveti Rok, 30 agosto 1889 – Zagabria, 7 giugno 1945) è stato un politico e scrittore croato meglio conosciuto come uno dei principali ideologi del movimento di ispirazione nazionalista e fascista croato Ustascia, che governò lo Stato indipendente di Croazia durante la seconda guerra mondiale, nella ex-Jugoslavia, dal 1941 al 1945. Intraprese una campagna genocida contro la popolazione rom ed ebraica, ed al tempo stesso di sterminio, espulsione e conversione religiosa contro la popolazione serba.

## Biografia

### Gioventù e prime attività politiche
Nacque a Sveti Rok, nella regione Lika, che allora faceva parte dell'Impero Austro-Ungarico. Ha frequentato la scuola a Sarajevo e ha studiato legge all'Università di Zagabria. Nel 1912 fu arrestato dalle autorità austro-ungariche per il suo presunto ruolo nel tentato omicidio di Slavko Cuvaj, bano del Regno di Croazia-Slavonia.

### Attività negli Ustascia

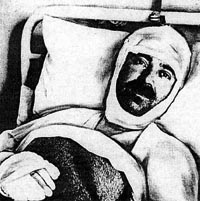
Budak dopo l'attentato nel 1932

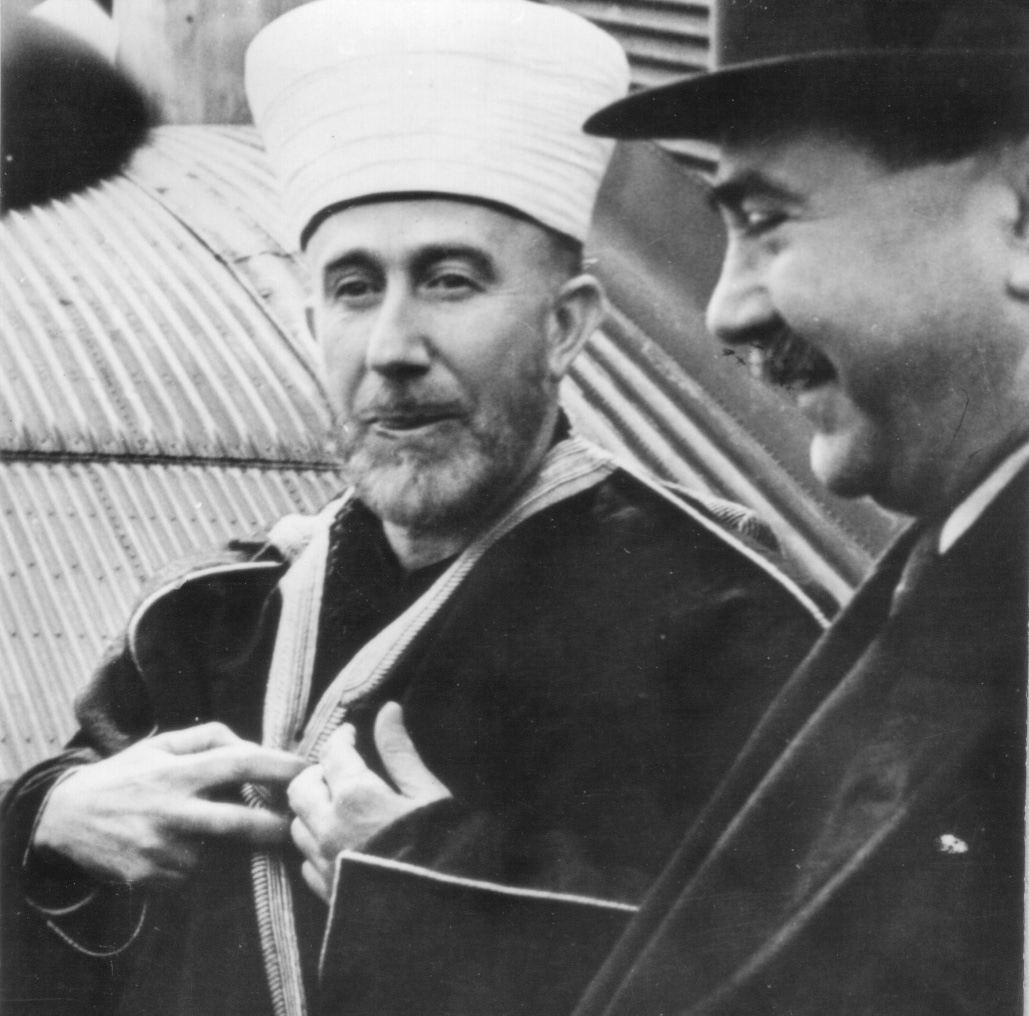
Il collaboratore nazista Amin al-Husseini e Mile Budak si incontrano nella Sarajevo occupata nel 1943.

Mile Budak e Vladko Maček hanno servito come avvocati in rappresentanza di Marko Hranilović e Matija Soldin al processo durante la dittatura del 6 gennaio. Il 7 giugno 1932 sopravvisse ad un attentato da parte di agenti vicini al Regno di Jugoslavia. Successivamente, emigrò in Italia per unirsi agli Ustascia e diventare il comandante di un campo di addestramento degli ustascia.
Nel 1938 tornò a Zagabria dove iniziò a pubblicare il settimanale Hrvatski narod. Il giornale ha criticato il Partito Contadino Croato (HSS) e si è opposto all'accordo Cvetković-Maček, con il quale nasceva l'autonoma Banovina di Croazia. Nel 1940, le autorità della Banovina di Croazia misero al bando il giornale e fecero arrestare Budak, insieme ad altri 50 membri ustascia. Furono prima internati in una prigione a Lepoglava, e successivamente furono trasferiti a Kruščica, vicino a Travnik. Il 31 marzo 1941, in una lettera congiunta a Hitler, Ante Pavelić e Budak gli chiesero "di aiutare il popolo croato a stabilire uno stato croato indipendente che comprendesse le vecchie regioni croate, tra cui la Bosnia ed Erzegovina".
Quando fu proclamato lo Stato Indipendente di Croazia, Budak divenne il principale responsabile della propaganda dello Stato e Ministro dell'Educazione e della Fede. Come tale, dichiarò pubblicamente che l'espulsione forzata e la conversione religiosa della minoranza etnica serba era la politica nazionale ufficiale. Budak firmò le leggi razziali del regime ustascia contro serbi, ebrei e rom. Il romanziere croato Miroslav Krleža ha descritto Budak come "il ministro della cultura con la mitragliatrice".
Secondo una presunta dichiarazione, per quanto riferito da Budak, il piano degli ustascia era di "uccidere una parte dei serbi, evacuare l'altra e convertirli al cattolicesimo, quindi trasformarli in croati". Le origini di questa affermazione non sono chiare. Secondo Veljko Bulajić, la dichiarazione trae origine da un discorso tenuto a Gospić il 22 luglio 1941. Altri autori sostengono che sia giunta in una trasmissione radiofonica, mentre alcuni la attribuiscono a Dido Kvaternik. In un rapporto al governo jugoslavo in esilio, la dichiarazione è stata attribuita ad Andrija Artuković. Esistono varie versioni della citazione che differiscono nella formulazione. Lo storico Tomislav Dulić ha affermato di aver "cercato di trovare una fonte primaria che potesse confermare l'esistenza e l'esatta formulazione di questa affermazione", ma "non è stato in grado di accertare se tale affermazione esista effettivamente".
In seguito divenne ambasciatore croato nella Germania nazista (novembre 1941 - aprile 1943) e Ministro degli Esteri (maggio 1943 - novembre 1943). Quando lo Stato Indipendente di Croazia è crollato, Budak fu catturato dalle autorità militari britanniche e consegnato ai partigiani di Tito, il 18 maggio 1945. Fu processato dalla corte marziale nel a Zagabria il 6 giugno 1945, davanti al tribunale militare della 2ª armata jugoslava, e fu condannato a morte per impiccagione lo stesso giorno insieme ad altri 6 esponenti. L'esecuzione il giorno successivo è avvenuta esattamente 13 anni dopo l'attentato alla sua vita. Durante il processo, Budak è stato descritto come "codardo, costantemente in lacrime, mentre sosteneva di non essere colpevole di nulla".

## Opere letterarie
Budak era noto per la sua opera letteraria, in particolare di romanzi e opere teatrali in cui aveva glorificato i contadini croati. Le sue opere includevano Ognjište (Il focolare), Opanci dida Vidurine (Le scarpe del nonno Vidurina), e Rascvjetana trešnja (Il ciliegio in fiore).
A proposito degli scritti di Budak, E. E. Noth ha scritto: "Qui troviamo l'ostinata concezione spirituale-realistica dell'uomo e la sua relazione con il suolo su cui vive e che Mile Budak simboleggia come «il focolare»".
Dopo la guerra i suoi libri furono banditi dalle autorità comuniste jugoslave. Pertanto, molti nazionalisti croati consideravano Budak una grande figura della letteratura croata, pari, se non superiore, al Miroslav Krleža di sinistra. Dopo l'indipendenza croata nei primi anni '90, l'Unione Democratica Croata mirava a reinterpretare le formazioni ustascia come una forza patriottica croata. Da qui, la ristampa all'inizio del 1993 delle opere raccolte di Mile Budak. Commentando all'epoca di questa riedizione, lo scrittore croato Giancarlo Kravar scrisse: "... L'ustascismo, nella sua storia, è stato senza dubbio anche un movimento politico positivo per l'affermazione statale del croato, espressione della secolare aspirazione del popolo croato". Per altri Budak era "un mediocre autore croato", "uno scrittore mediocre nella migliore delle ipotesi", "uno scrittore di media originalità e fantasia" o uno scrittore la cui opera letteraria è "media e senza valore".

## Eredità
Ad agosto 2004, esistevano strade intitolate a Budak in diciassette città croate. Ad agosto 2012, almeno una strada in Bosnia ed Erzegovina prende il nome da Budak, e precisamente a Mostar. L'arcidiocesi di Zagabria ha dichiarato che non aveva obiezioni all'erezione di un monumento dedicato al leader ustascia morto.